# Vlag van Dalhem
De vlag van Dalhem is op onbekende datum bij raadsbesluit vastgesteld als de vlag van de Luikse gemeente Dalhem. De vlag kan als volgt worden beschreven:
Een blauwe vlag met in het midden een geel kasteel open en met ramen in blauw, met drie torens met kantelen, de centrale toren is hoger en geflankeerd door twee banieren belast met een leeuw, het kasteel omgeven door acht gele tarwearen, vier aan elke kant boven elkaar geplaatst en symmetrisch diagonaal georiënteerd, met de naam van de gemeente in gele letters, boven het kasteel geplaatst tussen de banieren.
De vlag is gebaseerd op het gemeentewapen. De leeuwen vertegenwoordigen het hertogdom Brabant.
De Raad van Heraldiek en Vexillologie (Frans: Conseil d’héraldique et de vexillologie) stelde een banier van het gemeentewapen (zonder tekst daarboven).